# كورسا (جرندة)
بلدية كورسا (بالإسبانية: Corsá) هي بلدية تقع في مقاطعة جرندة التابعة لمنطقة كتالونيا شمال شرق إسبانيا.

## الديموغرافيا
بلغ عدد سكان بلدية كورسا 1.317 نسمة عام 2011 (وفقاً للمعهد الوطني الإسباني للإحصاء).
| 1.151 | 1.122 | 1.158 | 1.232 | 1.255 | 1.280 | 1.317 |